# Iszkáz
Iszkáz är en ort (by) i provinsen Veszprém i västra Ungern. Orten har 320 invånare (2024), på en yta av 15,73 km². Den ligger cirka 21 kilometer nordväst om Ajka.